# Teen Days
Teen Days es una serie de televisión animada italiana, nacida de una idea de Elena Mora, producida por Angelo Poggi en coproducción con Cartoon One y Rai Fiction. La serie, al estar centrada en la música, está llena de canciones, escritas por Giovanni Cera y Angelo Poggi.
Los primeros 13 episodios fueron emitidos por Rai 2 a partir del 26 de enero de 2010 los martes y jueves a las 7:25, mientras que los 13 episodios restantes se emitieron a partir del 2 de agosto de 2010, de lunes a viernes, a las 9:40.
La serie fue nominada al premio New York Kidscreen a la mejor serie de televisión.
En España la serie se emite en Telecinco.
La serie se emitió en Cartoon Network en Australia, Disney Channel en Estados Unidos, Francia, Alemania, Países Bajos Escandinavia, América Latina y Brasil, Nickelodeon y CBBC en el Reino Unido.

## Trama
La serie habla de seis chicos unidos por la pasión por la música. En la ciudad se encuentra la Escuela Musix, escuela de música que además de las materias básicas, suma materias de artes escénicas (danza, canto, música). Los seis chicos, Max, Isabel, Elia, Leo, Sara y Thomas, quieren triunfar en el negocio de la música, por lo que forman un grupo llamado Teen Days. Entre rivalidades, desafíos, amistades, amores y problemas típicos de la adolescencia intentarán ganar el Music One, un codiciado torneo internacional entre Escuelas Superiores de Música.